# Strawberry Switchblade
Strawberry Switchblade — женский синти-поп дуэт из Великобритании.

## История
Участницами группы были две девушки Роуз Макдауэлл (Rose McDowall) и Джил Брайсон (Jill Bryson) из шотландского города Глазго. Группа образовалась в 1981 году, первоначально Strawberry Switchblade состояли из четырёх членов, но затем остались Макдауэлл и Брайсон. Их единственный лонгплей был переиздан в 1997 году в Японии.

## Дискография

### Альбомы
- 1985 — Strawberry Switchblade (студийный альбом)
- 1985 — The 12" Album (издан в Японии)
- 2005 — The Platinum Collection (сборник)

### Синглы
| Год  | Песня                                        | Британский чарт |
| 1983 | «Trees and Flowers»                          | —               |
| 1984 | «Since Yesterday»                            | # 5             |
| 1985 | «Let Her Go»                                 | # 59            |
| 1985 | «Who Knows What Love Is»                     | # 84            |
| 1985 | «Jolene»                                     | # 53            |
| 1985 | «Ecstasy (Apple of My Eye)» (издан в Японии) | —               |
| 1986 | «I Can Feel» (издан в Японии)                | —               |

### Клипы
Сняты клипы на песни:
- Since Yesterday
- Jolene
- Let Her Go
- Who Knows What Love Is